# Richard Clive Cooper
Pour les articles homonymes, voir Richard Cooper et Cooper.
Richard Clive Cooper (31 décembre 1881-10 mars 1940) est un homme politique canadien de la Colombie-Britannique. Il est député fédéral Unioniste de la circonscription britanno-colombienne de Vancouver-Sud de 1917 à 1921.

## Biographie
Né à Dublin en Irlande, Cooper participe à la première Guerre ndébélé et la seconde guerre des Boers. En 1914, il est nommé pour servir outremer en tant que major du 7e bataillon de la 1re Division du Canada du Corps expéditionnaire canadien.
Cooper meurt à Victoria en mars 1940 à l'âge de 58 ans.